# Fernando Navarrete
Fernando Rodrigo Navarrete (ur. 19 listopada 1980 roku w Ciudad Real) – hiszpański kierowca wyścigowy.

## Kariera
Navarrete rozpoczął karierę w wyścigach samochodowych w 2000 roku od startów w Renault Sport Clio Trophy. Z dorobkiem czterech punktów uplasował się tam na trzydziestej pozycji w klasyfikacji generalnej. W późniejszych latach pojawiał się także w stawce Open Telefonica by Nissan, Formuły Nissan 2000, Hiszpańskiej Formuły 3, Mégane Trophy Eurocup, Renault Clio Cup Spain, 24 Hours of Barcelona, Spanish GT Championship, SEAT Leon Eurocup, SEAT Leon Supercopa Spain, 6 Hours of Bogota, Peugeot 207 Cup Spain oraz Mini Challenge Spain.
W World Series by Nissan Hiszpan startował w latach 2000-2001. Jedynie w 2001 roku zdobywał punkty. Uzbierane dwa punkty dały mu wtedy 23. miejsce w końcowej klasyfikacji kierowców.